# おぎゃあ。
『おぎゃあ。』（おぎゃあ）は、2002年公開の日本映画。
2002年、ハワイ国際映画祭でネットパック特別賞（最優秀アジア映画賞）を受賞。予期せぬ妊娠をした少女が母親になるまでの過程を爽やかに描き出し「遊び心があり、革新的でエネルギーに満ち、現実とファンタジーの融合に成功した稀有な作品」と絶賛されている。

## あらすじ
19歳の仲里花は、祖母と2人で暮らしている。しかし、たった1人の家族である祖母が亡くなってしまう。祖母は死ぬ直前、花に自分の骨を故郷の浜比嘉島に返してほしいと頼み、死んだと教えていた花の母親が実は生きていて、今は浜比嘉島にいると告げる。突然の知らせで混乱する花。さらに、そんな彼女のお腹には小さな命が宿っていた。しかし、子どもの父親である恋人・ハヤトは行方知れず。そんな中、浜比嘉島から彼のハガキが届く。花は混乱と不安を抱えたまま、浜比嘉島へと旅立つ。

## キャスト
- 仲里花：岡本綾
- キジュマル：三浦涼介
- 西浜まりぃ：阿久根裕子
- 卓坊：光石研
- ハヤト：比留間由哲
- 西浜義和：藤木勇人
- 仲里かめ：佐々木すみ江
- 池宮城武男：塩見三省
- 若先生：萩原聖人
- 西浜幸子：余貴美子
- のぶこ：橋本亜紀
- 直美：川合彩
- 池宮城トオル：池中俊介
- 池宮城のり子：金城圭子
- ニュースキャスター：葵花幹子

## スタッフ
- 監督・脚本：光石冨士朗
- 製作：中島仁、広田隆幸、山口惠子、小野誠一
- 脚本：野依美幸、玉城悟
- 撮影：高橋聡
- 音楽：遠藤浩二
- 美術：秋田谷亜矢子